# Le Havre AC
Le Havre AC je francuski nogometni klub iz Le Havrea. Trenutačno se natječe u Ligue 1.

## Povijest
Le Havre trenutačno igra u Ligue 2 i njihov dom je Stade Océane. Godine 1899. Le Havre je bio prvi klub izvan Pariza koji je postao prvak Francuske. Klub je poznat po dobroj omladinskoj školi iz koje su došli na međunarodnu scenu između ostalih i Ibrahim Ba, Jean-Alain Boumsong, Lassana Diarra i Vikash Dhorasoo. Boja kluba je plava.

## Naslovi
- Ligue 1

- Prvak (3): 1899., 1900., 1919.

- Ligue 2

- Prvak (5): 1938., 1959., 1985., 1991., 2008.
- Doprvak (1): 1950.

- Coupe de France

- Prvak (1): 1959.
- Doprvak (1): 1920.

## Poznati bivši igrači
| width="33%" | - Ibrahim Ba - Wesley Ngo Baheng - Jean-Alain Boumsong - Pascal Chimbonda - Alou Diarra - Vikash Dhorasoo - Lassana Diarra - Didier Digard - Xavier Gravelaine - Guillaume Beuzelin - Michel Hidalgo - Anthony Le Tallec - Charles N'Zogbia | - Christophe Revault - Florent Sinama-Pongolle - Jean-Christophe Thouvenel - Ricky Hill - Chris Kiwomya - Martin Lambert - Graham Rix - John Byrne - Frank Stapleton - Marinos Ouzounidis - Milinko Pantić - Titus James - Idriss Carlos Kameni - George McLachlan |

### Ostali igrači
- Prince-Désir Gouano

## Vanjske poveznice
- Službene stranice kluba (fr.)
- Službene stranice navijača  Arhivirana inačica izvorne stranice od 17. lipnja 2008. (Wayback Machine) (fr.)